# Bobbi Gibb
Pour les articles homonymes, voir Gibb.
Roberta Louise "Bobbi" Gibb (née le 2 novembre 1942 à Cambridge, Massachusetts,) est la première femme à avoir couru tout le marathon de Boston en 1966. Initialement sanctionnée pour avoir couru sans autorisation en 1966, 1967 et 1968, elle est rétrospectivement reconnue par la Boston Athletic Association comme la gagnante féminine de la course. Lors de ces marathons, des femmes — qui ne pouvaient pas concourir dans la division masculine — courent et terminent la course mais sont sanctionnées. En 1996, la BAA les reconnait rétroactivement comme championnes,,,,.
La course de Gibb en 1966 défie les préjugés et les idées fausses répandus sur les capacités athlétiques des femmes. En 1967, elle termine avec près d'une heure d'avance sur Kathrine Switzer, qui elle s'était inscrite pour courir dans le marathon de Boston qui à ce moment-là n'empêchait pas les femmes de concourir officiellement. Switzer est agressée à plusieurs reprises pendant la course par le directeur de course, Jock Semple, qui tente de lui retirer son numéro et de l'empêcher de terminer la course. En 1968, Gibb termine première parmi cinq femmes qui ont couru le marathon en étant non enregistrées. Ce n'est qu'à la fin de 1971, à la suite d'une pétition adressée à l'Amateur Athletic Union par Nina Kuscsik, que l'AAU change ses règles et commence à reconnaître les marathons féminins. Kuscsik remporte la première course féminine reconnue par l'AAU à Boston en 1972.

## Biographie

### Enfance et débuts
Bobbi Gibb grandit dans la banlieue de Boston, Massachusetts dans les années 1940 et 1950. Elle étudie au Musée des Beaux-Arts de Boston et à l'École d'Études Spéciales de l'Université Tufts,. Son père est professeur de chimie à Tufts. Elle court déjà dans les bois avec les chiens du quartier quand, en 1962, elle rencontre un coureur de demi-fond à Tufts nommé William Bingay, qui s'enrôlera plus tard dans la marine américaine et deviendra son premier mari,. Ils se marient le 5 février 1966, en Californie. Elle court avec des chaussures d'infirmière de la Croix-Rouge en cuir blanc parce qu'il n'y avait pas de chaussures de course pour femmes disponibles à l'époque. 

### Marathon de Boston
Avant 1966, la plus longue course pour les femmes autorisée par l'Amateur Athletic Union (AAU) était d'un mile et demi. Jusqu'en 1972, lorsque le premier marathon féminin est lancé, le marathon de Boston est réservé aux hommes. Par conséquent, aucune des femmes pionnières qui ont couru avant 1972 n'est créditée pour ses efforts par l'AAU, bien que le règlement du marathon de Boston jusqu'après la course de 1967 n'interdise pas aux femmes de participer à la course en tant que concurrentes officiellement enregistrées. Ce n'est qu'après l'entrée officielle de Kathrine Switzer et l'achèvement du marathon de Boston de 1967 que l'AAU change ses règles pour interdire aux femmes de concourir dans des courses contre des hommes aux États-Unis. 
Gibb s'entraîne pendant deux ans pour courir le marathon de Boston, couvrant jusqu'à 40 miles en une journée. En réponse à une demande en février 1966, elle reçoit une lettre du directeur de course, Will Cloney, l'informant que les femmes ne sont pas physiologiquement capables de courir des distances de marathon et qu'en vertu des règles qui régissaient les sports amateurs énoncées par l'AAU, elles ne sont pas autorisées à courir plus d'un mile et demi en compétition. Elle se rend alors compte qu'il est plus important que jamais de courir et que sa course aura une signification sociale bien au-delà de son défi personnel.
Après trois nuits et quatre jours dans un bus venant de San Diego (Californie), Gibb arrive la veille de la course à la maison de ses parents à Winchester (Massachusetts). Le matin de Patriot Day, le 19 avril 1966, sa mère la dépose au départ à Hopkinton. Portant le bermuda de son frère et un sweat-shirt à capuche bleu sur un maillot de bain débardeur noir, elle se cache dans les buissons près du départ. Après le coup de feu de départ, elle attend jusqu'à ce qu'environ la moitié du peloton soit parti, puis se lance dans la course. 
Les hommes comprennent vite qu'elle est une femme. Encouragée par leur gentillesse et leur soutien, elle retire son sweat-shirt. À sa grande joie et à son soulagement, les foules applaudissent en voyant une femme courir. La presse commence à rendre compte de ses progrès vers Boston.
Diana Chapman Walsh, plus tard rectrice du Wellesley College, se souvient de ce jour :

« C'était ma dernière année à Wellesley. Comme je l'avais fait chaque printemps depuis mon arrivée sur le campus, je suis sortie pour encourager les coureurs. Mais il y avait quelque chose de différent à propos de ce Marathon Day — comme une étincelle sur un fil, le mot s'est répandu tout le long du parcours qu'une femme courait —. Pendant un moment, le « tunnel de bruit » se tut. Nous avons scanné visage après visage avec une impatience haletante jusqu'à ce que juste devant elle, à travers la foule excitée, une vague de reconnaissance traverse les lignes et nous applaudissions comme jamais auparavant. Nous avons laissé échapper un rugissement ce jour-là, sentant que cette femme avait fait plus que simplement briser la barrière des sexes dans une course célèbre… »

Au moment où Gibb atteint la ligne d'arrivée à Boston, le gouverneur du Massachusetts, John Volpe, est là pour lui serrer la main. Elle termine en 3 h 21 min 40 s, devant les deux tiers des coureurs. Le lendemain matin, son exploit fait la une du Record American. Dans un autre article intitulé « Roberta Gets Official Support: Females May Run Marathon », Jack Kendall écrit :

« Roberta la coureuse pourrait révolutionner le légendaire marathon BAA de Boston - et d'ailleurs toutes les autres courses de fond organisées dans le pays. Alors même que les ampoules acquises lors de la course exténuante de 26 milles et 385 verges de mardi diminuent, la fureur suscitée par l'intrusion d'une femme dans ce qui avait été un domaine entièrement masculin monte.

...

Mais un porte-parole de la New England Amateur Athletic Union a déjà décidé que c'était peut-être un monde pour les femmes après tout.

CHANGER LES RÈGLES

Il prévoit personnellement de contacter le siège national de l'organisation et de chercher à envisager la suspension des règles de la NAAU afin qu'une femme qui souhaite participer au marathon puisse le faire.

À son avis, le seul moyen de contourner la règle serait de suspendre les règles. »

Le numéro du 2 mai 1966 de Sports Illustrated contient un article écrit par Gwilym S. Brown intitulé "A Game Girl In A Man's Game" :

« La semaine dernière, une jolie blonde de 23 ans nommée Roberta Gibb Bingay a non seulement commencé, mais a également terminé le parcours de 26 milles et 385 verges à un rythme suffisamment rapide pour terminer devant pas moins de 290 des 415 inscrits. »

En 1967, Gibb, alors étudiante à plein temps à l'Université de Californie à San Diego, participe à nouveau. Elle a terminé en 3 h 27 min 17 s, près d'une heure d'avance sur une autre concurrente féminine, Kathrine Switzer. Switzer s'est officiellement enregistrée pour la course en pleine conformité avec les règles de course, qui à ce moment-là ne font aucune mention de sexe, mais a été agressée à plusieurs reprises par le directeur de course Jock Semple pour l'empêcher de terminer. Gibb, qui court sans numéro, n'est pas dérangée de la même manière. En 1968, Gibb court de nouveau, terminant en 3 h 30, première parmi un nombre croissant de femmes, qui comprennent Carol Ann Pancko, Elaine Pederson et Marjorie Fish. En 1969, 1970 et 1971, Sara Mae Berman est la gagnante des femmes et en 1972, Nina Kuscsik remporte le premier marathon féminin officiel.
En 2006, lors du 100e anniversaire du marathon et du 30e anniversaire de la première participation de Gibb, la Boston Athletic Association reconnait officiellement ses trois victoires en 1966, 1967 et 1968 et lui décerne une médaille. Son nom est aussi inscrit avec celui des autres gagnants sur le Boston Marathon Memorial à Copley Square. 
En 2016, Gibb est le grand marshall du marathon de Boston. La gagnante, Atsede Baysa, confie à Gibb son trophée ; Gibb déclare qu'elle se rendra en Éthiopie en 2017 pour le lui rendre.

### Éducation et carrière
Gibb reçoit son baccalauréat en sciences (BS) de l'Université de Californie à San Diego en 1969, avec une majeure en philosophie et une mineure en mathématiques. Elle signale s'être vu refuser l'admission à la faculté de médecine en raison de son sexe. Gibb travaille alors avec le professeur Jerome Lettvin au MIT sur l'épistémologie et la vision des couleurs tout en étudiant le droit. En 1974, Gibb entre à la New England Law Boston (en), recevant un Juris Doctor (JD) en 1978. Elle travaille comme aide législative à l'Assemblée législative de l'État du Massachusetts, étudie les systèmes naturels et poursuit son intérêt pour la sculpture et la peinture. Elle est admise au Barreau du Massachusetts en 1978. Tout en élevant sa famille, elle pratique le droit, se spécialisant dans la propriété réelle et intellectuelle. Elle travaille un temps dans le droit des brevets avec Jerry Cohen, Esq.
Gibb sculpte les figurines en bronze de 12 pouces d'une fille à queue de cheval courant qui sont données comme trophées à Joan Benoit Samuelson, Julie Brown et Julie Isphording (en), les trois meilleures marathoniennes aux essais olympiques américains en 1984,. Samuelson commente son trophée en déclarant : « Il n'y en a que trois dans le monde. C'est irremplaçable. »
Gibb écrit ses mémoires intitulés Wind in the Fire: A Personal Journey.

## Hommages
- 1982 : intronisée au Temple de la renommée de la course longue distance du Road Runners Club of America[32]
- 2009 : Tufts University Athletics Distinguished Achievement Award[33]

### Documentaires
- Spirit of the Marathon (2007) de Jon Dunham, produit par Calico 1880
- Run for Your Life (2008) de Judd Ehrlich (en), produit par Flatbush Pictures